# Big River (Saskatchewan)
Pour les articles homonymes, voir Big River.
Big River est une ville de la Saskatchewan (Canada),,.

## Géographie
Big River est située au sud du lac Cowan dans le centre-nord de la province et dans une extension de l'autoroute 55 (en) (partie de la Northern Woods and Water Route (en)). Tout près du lac Delaronde, la grande ville la plus près est Prince Albert à 132 km.
La ville fait partie de la municipalité rurale de Big River No 555.

## Histoire
Big River est une ville créée pour l'exploitation forestière au début du 20e siècle. Un bureau de poste ouvre en 1910 et la ville est incorporée en 1921.

## Économie
À l'exception de quelques terres agricoles, le territoire de la ville est entourée par la forêt boréale. La pêche commerciale a également jouer un rôle majeure dans l'économie de Big River au moment de sa fondation.

## Démographie
| 2006 | 2011 | 2016 |
| ---- | ---- | ---- |
| 728  | 639  | 700  |

## Personnalités liées à Big River
- Will Campbell, producteur et scénariste métis qui a contribué à la création du premier programme vidéo pour les communautés des Premières Nations avec la Alberta Native Communications en 1968 et la fondation des festivals Dreamspeakers Festival Society et National Film Boad's Native Studio, est né à Big River.
- Barry Pederson (né en 1961 à Big River), joueur professionnel de hockey sur glace au poste de centre
- Frederick John Thompson (1935-2010), député néo-démocrate d'Athabasca et ministre provincial sous Roy Romanow est né à Big River.